# نيفريي يلماز
نيفريي يلماز (بالتركية: Nevriye Yılmaz)‏ مواليد 16 يونيو 1980 في بلوفديف، هي لاعبة كرة سلة تركية معتزلة بدأت مسيرتها الاحترافية في سنة 1997. وحملت الرقم 11. يبلغ طولها 6 قدم 4 بوصة (1.9 م). مثلت منتخب بلادها. شاركت في دورة الألعاب الأولمبية الصيفية سنة 2012.

## الإنجازات
- الدوري التركي لكرة السلة للسيدات
  - نادي فنربخشة لكرة السلة للسيدات : 2006، 2007، 2008، 2009، 2010، 2011، 2012
- كأس تركيا
  - نادي فنربخشة لكرة السلة للسيدات: 2006، 2007، 2008، 2009
- كأس الرئيس التركي
  - نادي فنربخشة لكرة السلة للسيدات: 2007، 2010
- بطولة أوروبا
  - منتخب تركيا الوطني لكرة السلة للنساء: 2011 (الفضية)

## سجل المنافسة
شاركت في المنافسات التالية:
- الألعاب الأولمبية الصيفية 2012
- الألعاب الأولمبية الصيفية 2016
- كأس العالم لكرة السلة للسيدات 2014

## روابط خارجية
- نيفريي يلماز على موقع الاتحاد الدولي لكرة السلة (الإنجليزية)
- نيفريي يلماز على موقع الاتحاد الوطني لكرة السلة النسائية (الإنجليزية)
- نيفريي يلماز على موقع كرة السلة الأوروبية.كوم (الإنجليزية)
- نيفريي يلماز على موقع بروبوليرز (الإنجليزية)
- نيفريي يلماز على موقع سبورتس رفرنس (الإنجليزية)
- نيفريي يلماز على موقع سبورتس رفرنس (الإنجليزية)
- نيفريي يلماز على موقع أوليمبيديا (الإنجليزية)